# Diga di Ure
La diga di Ure (富永ダム?, Ure damu) è una diga a gravità nella prefettura di Aichi, in Giappone.